# Tony Head (motociclista)
Tony Head (12 de febrero de 1953) es un expiloto de motociclismo británico, que compitió en el Campeonato del Mundo de Motociclismo entre 1979 y 1989. Su mejor temporada fue en 1982 cuando acabó duodécimo en la categoría de 350cc.

## Biografía
Tony Head comenzó a competir en 1972 en RAF Gaydon con una Triton de 750 cc construido de manera casa. Durante su carrera en el club y en las carreras nacionales, Tony compitió con la Ducati de 750cc y terminó tercero en el campeonato nacional. Tony progresó rápidamente a eventos nacionales e internacionales, montando una Yamaha TZ350A. En 1979, comenzó a competir en competiciones internacionales con éxitos en Heerlen, Ammerzoden, Tubbergen y Chimay. En 1979, Tony pasó a ser semiprofesional y dejó su trabajo de ingeniero telefónico en Coventry. Después de comprar una TZ350E nueva, debutó en el Campeonato del Mundo de Motociclismo en Hockenheim en el Gran Premio de Alemania, convirtiéndose en el mejor piloto británico clasificado en esa Head volvió a brillar ese año con un octavo puesto en 350cc y un décimo en 500cc en el Gran Premio de Reino Unido. Continuó compitiendo en el Mundial de manera regular hasta 1986. Su mejor temporada fue 1982 en el que acabó en la duodécima posición de la clasificación general de 350cc.
Aparte del Mundial, Head compitió en otras carreras fuera del Mundial, consiguiendo la victoria en la Ivy Silver Helmet de Brands Hatch y clasificaciones meritorias en Anderstorp y las 200 Millas de Daytona.
A partir de 1986, Head se retiró para Tony se retiró para estudiar una carrera universitaria, especializándose en Ciencias del deporte de 1992 y un doctorado en ciencias médicas en 1995. De todas maneras, se le pudo ver compitiendo de manera aislada en competiciones tanto del Mundial como fuera de ella. Actualmente trabaja en la Universidad de Cranfield, donde se especializa en Factores Humanos en Aviación.

## Resultados en el Campeonato del Mundo
Sistema de puntuación desde 1969 hasta 1987:
| Posición | 1.º | 2.º | 3.º | 4.º | 5.º | 6.º | 7.º | 8.º | 9.º | 10.º |
| Puntos   | 15  | 12  | 10  | 8   | 6   | 5   | 4   | 3   | 2   | 1    |

Sistema de puntuación desde 1988 hasta 1991:
| Posición | 1.º | 2.º | 3.º | 4.º | 5.º | 6.º | 7.º | 8.º | 9.º | 10.º | 11.º | 12.º | 13.º | 14.º | 15.º |
| Puntos   | 20  | 17  | 15  | 13  | 11  | 10  | 9   | 8   | 7   | 6    | 5    | 4    | 3    | 2    | 1    |

### Carreras por año
(Carreras en negrita indica pole position; Carreras en cursiva indica vuelta rápida)
| Año  | Cat.  | Moto             | 1       | 2      | 3       | 4      | 5       | 6       | 7       | 8       | 9       | 10      | 11      | 12      | 13      | 14      | Pts. | Pos. |
| ---- | ----- | ---------------- | ------- | ------ | ------- | ------ | ------- | ------- | ------- | ------- | ------- | ------- | ------- | ------- | ------- | ------- | ---- | ---- |
| 1979 | 250cc | Yamaha           | VEN -   |        | GER -   | NAT -  | ESP -   | YUG -   | NED -   | BEL -   | SWE 13  | FIN -   | GBR 10  | CZE -   | FRA Ret |         | 1    | 38.º |
| 1979 | 350cc | Yamaha           | VEN -   | AUT -  | GER 14  | NAT -  | ESP -   | YUG -   | NED -   |         |         | FIN 16  | GBR 8   | CZE -   | FRA -   |         | 0    | -    |
| 1979 | 500cc | Yamaha           | VEN -   | AUT -  | GER -   | NAT -  | ESP -   | YUG -   | NED -   | BEL -   | SWE Ret | FIN -   | GBR -   | CZE -   | FRA -   |         | 0    | -    |
| 1980 | 250cc | Yamaha           | NAT -   | ESP 22 | FRA -   | YUG -  | NED -   | BEL Ret | FIN -   | GBR 12  | CZE 20  | GER -   |         |         |         |         | 0    | -    |
| 1980 | 350cc | Yamaha           | NAT DNQ |        | FRA -   |        | NED 14  |         |         | GBR 7   | CZE 6   | GER DNQ |         |         |         |         | 9    | 12.º |
| 1981 | 250cc | Yamaha           | ARG -   |        | GER Ret | NAT -  | FRA -   | ESP 21  | YUG -   | NED -   | BEL -   | RSM -   | GBR 18  | FIN Ret | SWE 20  | CZE -   | 0    | -    |
| 1981 | 350cc | Yamaha           | ARG -   | AUT 9  | GER Ret | NAT 13 |         |         | YUG Ret | NED 11  |         |         | GBR 13  |         |         | CZE 11  | 2    | 28.º |
| 1982 | 250cc | Rotax Wadon      |         |        | FRA 8   | ESP 13 | NAT -   | NED 15  | BEL Ret | YUG Ret | GBR 33  | SWE 17  | FIN 10  | CZE 13  | RSM 12  | GER Ret | 4    | 28.º |
| 1982 | 350cc | Yamaha Rotax     | ARG -   | AUT 12 | FRA 9   |        | NAT 15  | NED 8   |         |         | GBR 8   |         | FIN 5   | CZE 9   |         | GER Ret | 16   | 12.º |
| 1983 | 250cc | Rotax Artmstrong | RSA 16  | FRA 5  | NAT 13  | GER 18 | ESP -   | AUT 17  | YUG 19  | NED 14  | BEL Ret | GBR 22  | SWE 4   |         |         |         | 14   | 16.º |
| 1984 | 125cc | MBA              |         | NAT -  | ESP -   |        | GER Ret | FRA -   |         | NED -   |         | GBR -   | SWE -   | RSM -   |         |         | 0    | -    |
| 1984 | 250cc | Armstrong        | RSA -   | NAT -  | ESP -   | AUT -  | GER Ret | FRA -   | YUG -   | NED 16  | BEL -   | GBR Ret | SWE -   | RSM -   |         |         | 0    | -    |
| 1985 | 250cc | Armstrong        | RSA -   | ESP -  | GER -   | NAT -  | AUT -   | YUG -   | NED -   | BEL -   | FRA DNQ | GBR 12  | SWE 25  | RSM -   |         |         | 0    | -    |
| 1986 | 250cc | Armstrong        | ESP -   | NAT -  | GER -   | AUT -  | YUG -   | NED -   | BEL -   | FRA -   | GBR DNQ | SWE -   | RSM -   |         |         |         | 0    | -    |
| 1988 | 125cc | Rotax            |         |        | ESP -   |        | NAT -   | GER -   | AUT -   | NED -   | BEL -   | YUG -   | FRA DNQ | GBR DNQ | SWE -   | CZE -   | 0    | -    |